# Ascanio Parisani

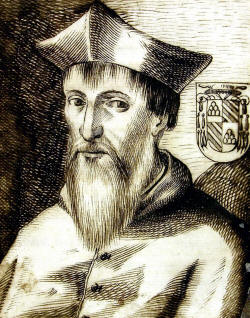
Kardinal Ascanio Parisani (1539)

Ascanio Parisani (auch Ascanio Parisiano; * in Tolentino; † 3. April 1549 in Rom) war ein Kardinal der Römischen Kirche.

## Leben
Parisani wurde 1528 Bischof von Caiazzo, jedoch bereits am 24. Mai 1529 nach Rimini versetzt. Die Bischofsweihe spendete ihm am 20. Juni 1529 in der Sixtinischen Kapelle Gabriele Foschi, Erzbischof von Durazzo, Mitkonsekratoren waren Natale de Turre, vormals Bischof von Veglia, und Francesco Sperelli, früherer Bischof von San Leone.
Papst Paul III. kreierte Parisani im Konsistorium vom am 9. Dezember 1539 zum Kardinal. Am 28. Januar 1540 folgte seine Installation als Kardinalpriester der Titelkirche Santa Pudenziana. Parisani war zudem päpstlicher Legat in Umbrien und Perugia. Vom 8. Januar 1546 bis zum 7. Januar 1547 war er Camerlengo des Kardinalskollegiums.
Beigesetzt wurde er in der von ihm gestifteten Magdalenenkapelle in der Kirche San Marcello in Rom.
Sein Neffe Giulio Parisani folgte ihm auf den Bischofssitz von Rimini.